# 무셴브루크가시쥐
무셴브루크가시쥐(Maxomys musschenbroekii)는 쥐과에 속하는 설치류의 일종이다. 인도네시아에서만 발견된다.

## 특징
작은 설치류로 꼬리 길이 112~148mm를 제외한 몸길이가 115~158mm이다. 발 길이는 30~38mm이고 귀 길이는 16~22mm이다.

## 생태
땅 위에서 주로 생활하는 육상성 동물이다. 먹이는 열매와 곤충, 달팽이 등이다.

## 분포 및 서식지
술라웨시섬에 널리 분포한다. 해안가부터 산 정상까지, 심지어 이차림 등 다양한 숲에서 서식한다.